# David Strangway

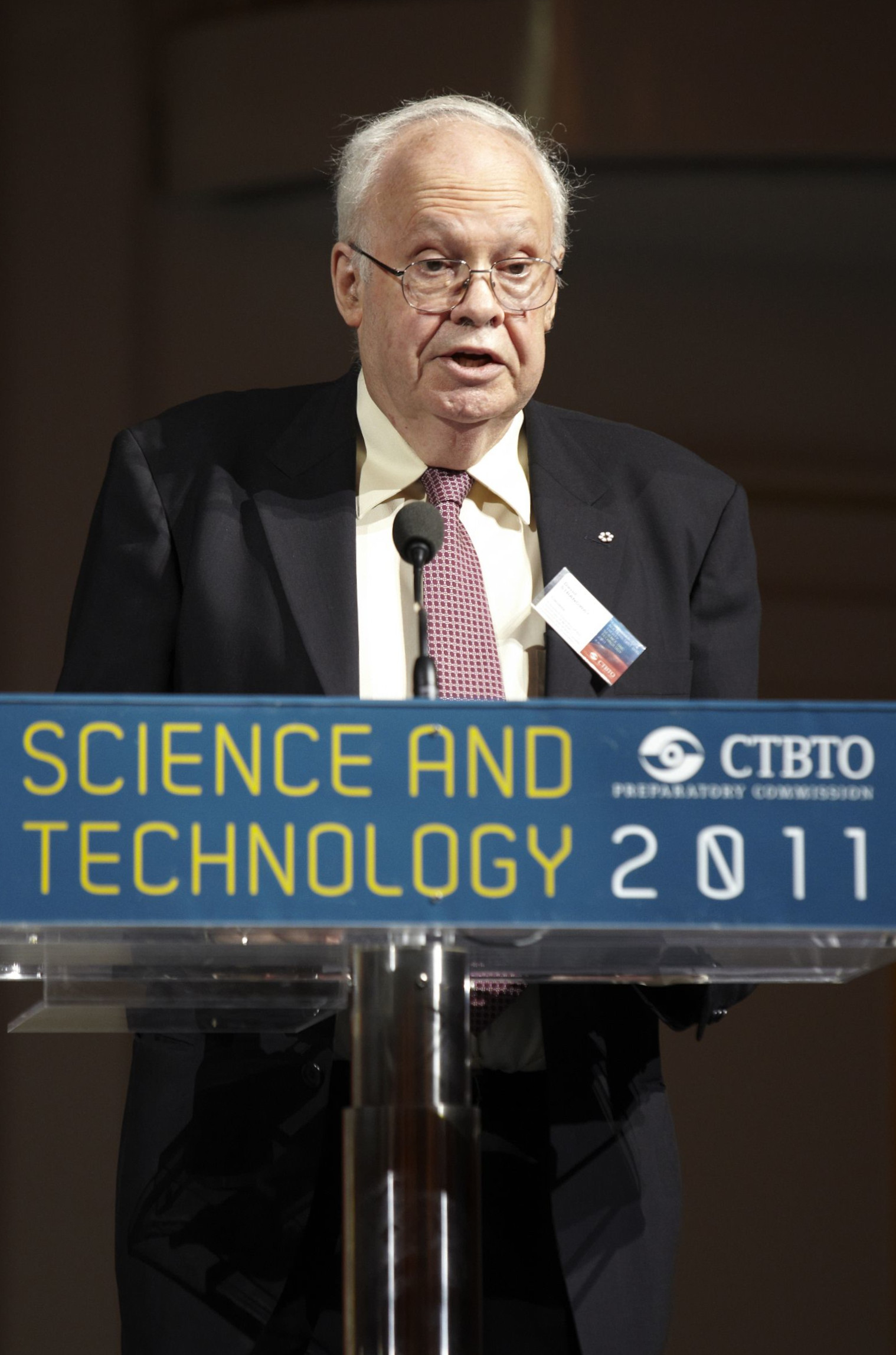
David Strangway

David William Strangway (*  7. Juni 1934 in Simcoe; † 13. Dezember 2016) war ein kanadischer Geophysiker, Wissenschaftsorganisator und Universitätspräsident.

## Leben
Strangway studierte Physik und Geologie an der University of Toronto mit dem Bachelor-Abschluss 1956 und wurde dort 1960 in Physik promoviert. 1961 wurde er Assistant Professor für Geologie an der University of Colorado und ab 1965 war er Assistant Professor für Geophysik am Massachusetts Institute of Technology. 1970 wurde er Leiter der Abteilung Geophysik der NASA und war verantwortlich für die Geophysik bei den Apollo-Missionen zum Mond. Strangway befasste sich auch mit Geomagnetik für Prospektionszwecke. 1973 bis 1983 war er Professor für Geologie und Vorstand des Geologischen Instituts der Universität Toronto sowie Vizepräsident der Universität und 1983/84 war er Präsident der Universität Toronto. 1985 bis 1997 war er Präsident der University of British Columbia, wobei er durch Gründung einer Immobilienfirma die Finanzen der Universität aufbesserte. 1998 bis 2004 war er Präsident der Canada Foundation for Innovation in Ottawa, einer formal unabhängigen Organisation, die mit einem hohen staatlichen Finanzbudget die Forschungsinfrastruktur in Kanada verbessern soll. Danach war er Gründungspräsident der privaten Quest University Canada in Squamish (British Columbia).
1987 erhielt er die J. Tuzo Wilson Medal der Canadian Geophysical Union und 1984 die Logan Medal. 1996 wurde er Offizier des Order of Canada und er war Fellow der Royal Society of Canada.

## Schriften
- History of the Earth´s Magneti Field, McGraw Hill 1970